# Die dreiunddreißig Orientalen

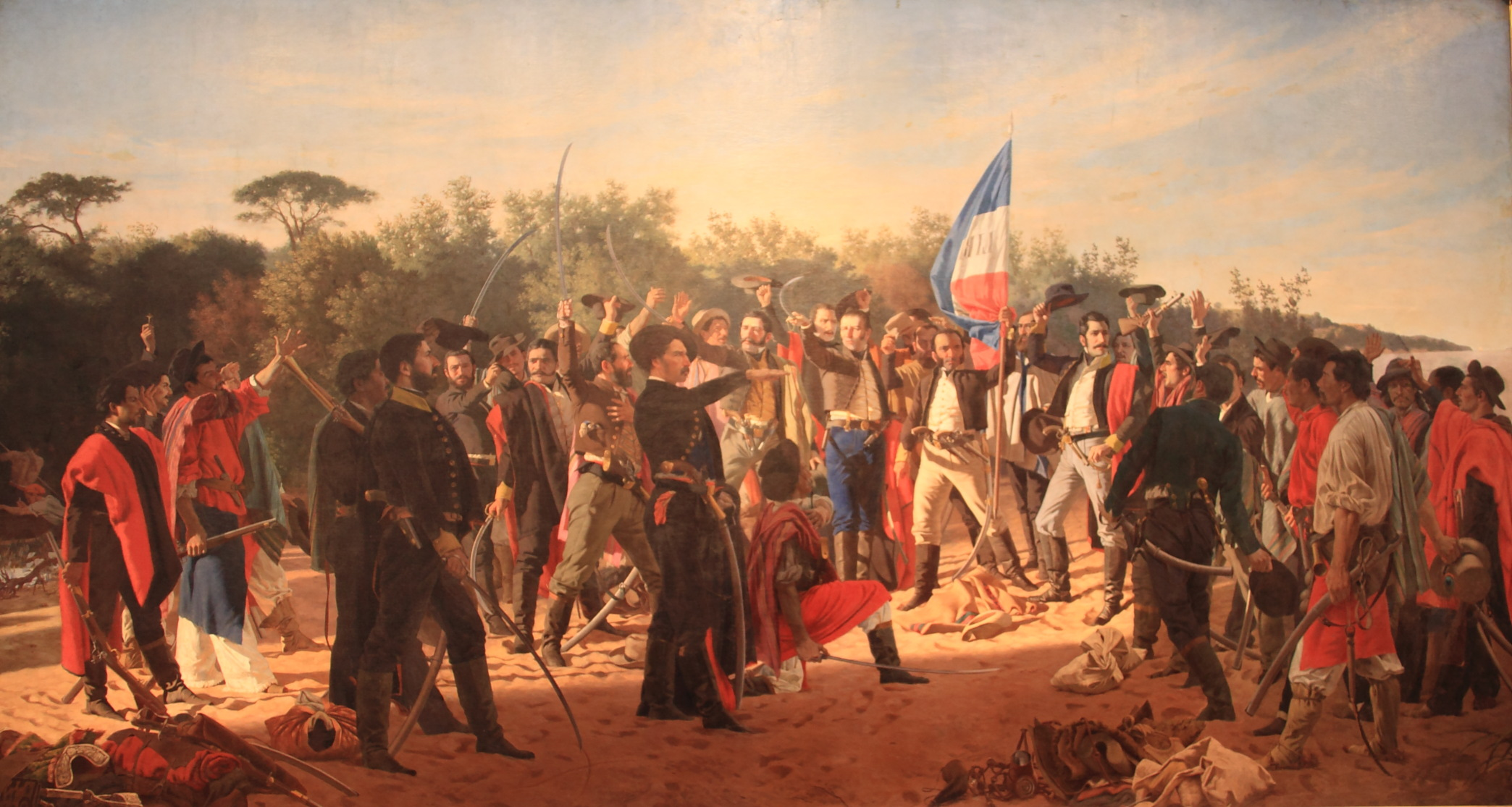
Der Schwur der Dreiunddreißig Orientalen, von Juan Manuel Blanes.

Die Dreiunddreißig Orientalen (span. Los Treinta y Tres Orientales) war eine Gruppe von Freiheitskämpfern unter Führung Juan Antonio Lavallejas, die 1825 einen bewaffneten Aufstand aus dem heutigen Argentinien verübte. Ziel war die Unabhängigkeit der östlichen Provinzen der Vereinigten Provinzen des Río de la Plata (das Gebiet des heutigen Uruguays und eines Teils des heutigen brasilianischen Bundesstaates Rio Grande do Sul), die zu diesem Zeitpunkt unter der Herrschaft Brasiliens standen.

## Die Vorgeschichte
Zwischen 1816 und 1820 fiel das Vereinigte Königreich von Portugal, Brasilien und der Algarve ein und besetzte die Provinz Oriental. Die brasilianischen Streitkräfte besiegten die Soldaten von José Gervasio Artigas, der die Provinz nach seiner Niederlage im Jahr 1820 aufgab und nach Paraguay ins Exil ging.
1822 und 1823 wurde eine separatistische Bewegung unter der Regie von Anhängern der verschiedenen Vereinigten Provinzen des Río de la Plata von den Brasilianern unterworfen. Das Ziel der Bewegung war die Vereinigung der Provinz Oriental mit den Vereinigten Provinzen.
Im Februar 1824 wurde die Provinz Oriental unter dem Namen Cisplatina erneut dem unabhängigen Brasilien beigefügt. Sie hatte seinerzeit unter der ehemaligen portugiesischen Kolonialregierung den gleichen Namen.

## Die Organisation
Einer der militärischen Führer der Gruppe war Juan Antonio Lavalleja, der bereits unter José Gervasio Artigas gegen die Portugiesen und Brasilianer gekämpft hatte. Er organisierte aus der Provinz Buenos Aires eine militärische Expedition mit dem Ziel, die Brasilianer zu vertreiben und die brasilianische Provinz Ost mit der Vereinigten Provinzen des Río de la Plata zu verbinden, wie es schon das Bestreben der Bewegung von 1822 und 1823 gewesen war.
Die Expedition hatte die Unterstützung der Viehzüchter und einiger Saladeros (Pökeleien) in der Provinz Buenos Aires, die in der Besetzung der Provinz Cisplatina durch die Brasilianer eine Bedrohung ihrer Interessen sahen. Die Viehzüchter fürchteten die Konkurrenz durch ihre Nachbarn aus Rio Grande do Sul. Juan Manuel de Rosas, einer der bedeutendsten Vertreter dieser Gruppe, wurde ein wichtiger Finanzier der anti-brasilianischen Bewegung.

## Die Landung

Flagge der Dreiunddreißig Orientalen – „Freiheit oder Tod“

Juan Spikerman zufolge brach eine erste Gruppe unter Manuel Oribe am 1. April 1825 von San Isidro aus auf und lagerte dann auf der Insel Brazo Largo im Rio Parana. Die zweite Gruppe unter Lavalleja wurde durch einen heftigen Sturm aufgehalten und fand sich so erst am 15. April auf der Insel ein. Am 18. April 1825 schifften sich die Männer von der Insel ein und navigierten in der Nacht vorsichtig durch die Inseln des Parana-Delta, um nicht von der brasilianischen Flotte entdeckt zu werden. Sie überquerten den Río Uruguay in zwei Booten und landete am Morgen des 19. April auf dem Agraciada-Ufer, auch bekannt als „Arenal Grande“, im Departamento Soriano. Sie entfaltete die Flagge aus drei waagerechten Streifen in Blau, Weiß und Rot, Farben, die traditionell seit der Zeit Artigas’ von Föderalisten verwendet wurden, nicht nur in der östlichen Provinz, sondern auch in anderen Gebieten der La-Plata-Region. Später, 1877, wurde das Ereignis von dem Maler Juan Manuel Blanes dargestellt.

## Die Aktion und ihre Folgen
Die Expedition der Treinta y Tres sollte die Einwohner des Landes für die Sache der Unabhängigkeit von den Brasilianern gewinnen. Die Gruppe machte sich auf den Weg nach Montevideo, wo sie am 20. Mai 1825 eintraf. Am 14. Juni wurde in der Gemeinde La Florida eine Provisorische Regierung installiert, was wiederum zu Wahlen führte. Daraus entstand das Repräsentantenhaus, besser bekannt als die Florida-Versammlung. Das Ziel der Versammlung war es, die Gesetze der Provinz Oriental umzuschreiben.
Am 25. August erklärte die Versammlung die Unabhängigkeit der Provinz Oriental von Brasilien und ihre Allianz mit den Vereinigten Provinzen des Río de la Plata. Die Vereinigten Provinzen erkannten dann die Einbeziehung der Provinz Oriental am 24. Oktober 1825 an. Dies führte zu einer Kriegserklärung durch das Kaiserreich Brasilien im Dezember des gleichen Jahres. Der Argentinisch-Brasilianische Krieg hatte begonnen.

## Wie viele und wer waren die Dreiunddreißig Orientalen?
Die wirkliche Anzahl der Teilnehmer der Expedition von 1825 ist Gegenstand kontroverser Diskussionen gewesen, da zwischen 1825 und 1832 mehrere unterschiedliche Listen der Mitglieder veröffentlicht wurden. Während die Zahl dreiunddreißig offiziell akzeptiert wird, unterscheiden sich die Namen von einer Liste zur anderen. Einer der Gründe dafür ist, dass manche Teilnehmer später abtrünnig wurden und man bemüht war, ihre Namen zu tilgen.
Nicht alle Teilnehmer stammten aus dem umkämpften Gebiet; es waren auch mehrere Argentinier von den Inseln im Paraná und sogar Paraguayer dabei. Auf der Liste werden geführt:
Juan Antonio Lavalleja, Manuel Oribe, Atanasio Sierra, Paul Zufriategui, Simón del Pino, Manuel Freire, Manuel Lavalleja, Jacinto Trápani, Pantaleón Artigas, Manuel Meléndez, Gregorio Sanabria, Santiago Gadea, Juan Spikerman, Andrés Spikerman, Ignacio Núñez, Juan Acosta, Felipe Carapé, Juan Rosas, Celedonio Rojas Avelino Miranda, Agustín Velázquez, Santiago Nieves, Ignacio Medina, Luciano Romero, Juan Ortiz, Ramón Ortiz, Basilio Araujo, Carmelo Colman, Andrés Cheveste, Francisco Lavalleja, Tiburcio Gomez, Joaquin Artigas und Dionisio Oribe.

## Ehrung
Das heutige uruguayische Departamento Treinta y Tres ist ebenso wie seine Hauptstadt nach der Gruppe, der Ort 19 de Abril nach ihrem Landungsdatum benannt, auch das Passagierschiff 33 Orientales trug den Namen.

## Marientitel
Seit dem 19. Jahrhundert wird in Uruguay die „Virgen de los Treinta y Tres“ verehrt. 1962 wurde sie durch Papst Johannes XXIII. zur Schutzpatronin Uruguays bestimmt. Das Santuario Nacional de la Virgen de los Treinta y Tres ist ein katholisches Nationalheiligtum in der Stadt Florida.